# Frederic Gómez Grau
Frederic Gómez Grau (Cervera, 1920 - Madrid, 2013) fou un fotògraf especialitzat en la foto fixa i el món del cinema, amb una dilatada carrera professional que va abraçar diverses temàtiques audiovisuals. Fou germà de Claudi Gómez Grau.

## Biografia

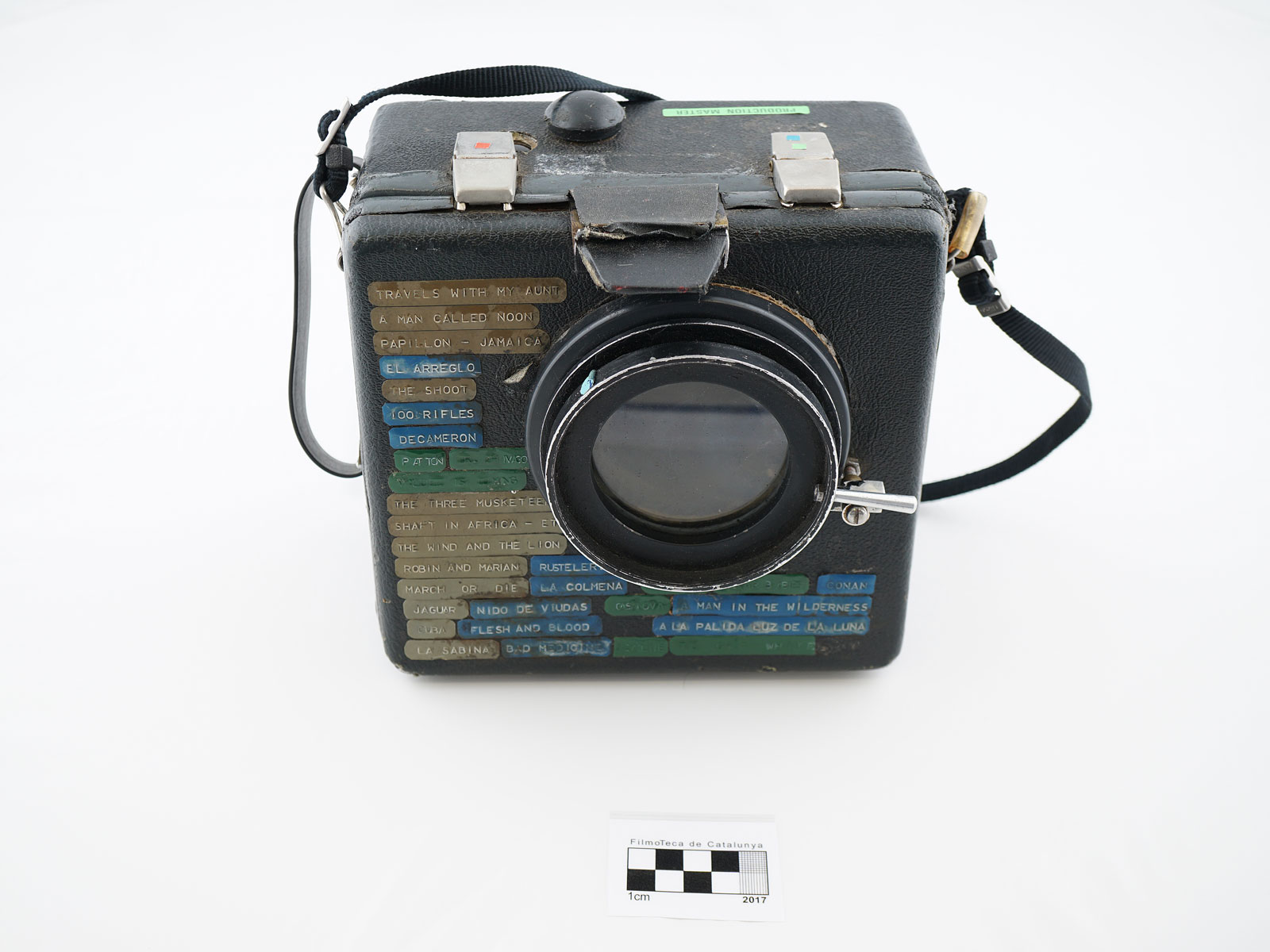
Blimp utilitzat per Frederic Gómez Grau. Va ser fabricat per ell mateix de forma artesanal i utilitzat en els rodatges cinematogràfics on va participar com a foto fixa, els títols dels quals estan adherits amb etiquetes a l'aparell.

La vida professional de Frederic Gómez Grau va ser molt similar a la del seu germà gran, Claudi Gómez Grau, influenciat en la seva trajectòria professional. Va iniciar la seva tasca com a fotògraf professional als Estudis Fotogràfics Gómez Grau, situats a Cervera, lloc natal del personatge.
Va iniciar-se en el món de la foto fixa, al món cinematogràfic, a la dècada dels 50, en concret col·laborant en la pel·lícula Torrepartida (1955) a Terol. La seva labor professional sempre obligava a en Frederic haver de mudar-se constantment i haver de trobar laboratoris fotogràfics, en millors o pitjors condicions, on treballar.
Les productores amb les quals va col·laborar en el seu treball eren reconegudes internacionalment. Aquestes en són uns exemples: Columbia, on va treballar a tres pel·lícules; Metro Goldwyn Mayer, on va participar en vuit pel·lícules; Paramount, en una pel·lícula; Rank Films, en una pel·lícula també; Samuel Bronston, on va participar en set films; 20th Century Fox, treballant a quatre pel·lícules; United Artists, en cinc films; Universal, en una pel·lícula; Warner Bros, a una pel·lícula, etc.
Respecte als directors de cinema amb els quals va treballar se'n destaquen internacionalment Nicholas Ray, Pier Paolo Pasolini, David Lean, entre d'altres. Sobre els directors nacionals amb els quals va treballar en destaquem Pilar Miró, Luis Buñuel, Bigas Luna, etc.
Les col·laboracions efectuades als films li van permetre treballar amb molta varietat d'actors. Internacionalment aquests en són uns exemples: Ava Gardner, Sean Connery, Charlton Heston, etc. De caràcter nacional, en la seva carrera professional, va treballar amb Imanol Arias, Carmen Sevilla, Tony Leblanc, etc.
També va realitzar, com a operador, documentals en 16 i 35 mm. per la publicitat en televisió nacional i internacional d'alguns dels rodatges en què va participar.

## Filmografia

### Com a foto fixa en producció nacional
- 1955: Torrepartida.
- 1956: Miguitas y el carbonero.
- 1956: La hija de Juan Simón.
- 1957: Muchachas en las nubes.
- 1957: El fotogénico.
- 1957: Muchachas de azul.
- 1957: El aprendiz de malo.
- 1958: Ana dice sí.
- 1959: Los tramposos.
- 1959: La fiel infantería.
- 1967: Volver a vivir.
- 1967: Una señora estupenda.
- 1968: O.K. Yevtushenko.
- 1968: Giselle.
- 1968: Irreal Madrid.
- 1970: Mañana es domingo.
- 1974: Y el prójimo.
- 1974: Tocata y fuga de Lolita.
- 1974: Los pájaros de Baden Baden.
- 1975: La casa grande.
- 1975: Sensualidad.
- 1975: ¿Quién puede matar a un niño?.
- 1976: Strip tease.
- 1976: Se acabaron las flores.
- 1976: La promesa.
- 1976: Marcada por los hombres.
- 1977: Nido de viudas.
- 1977: Ménage à trois.
- 1978: Jaque a la dama.
- 1978: Tobi.
- 1979: Rocky Carambola.
- 1979: La Sabina.
- 1979: Miedo a salir de noche.
- 1980: El silencio de Juanjo.
- 1982: La colmena.
- 1982: Estoy en crisis.
- 1982: Fredy el croupìer.
- 1982: Un Rolls para Hipólito.
- 1982: El arreglo.
- 1982: La otra historia de Rosendo Juárez.
- 1983: Albert Einstein.
- 1985: A la pálida luz de la luna.
- 1986: Werther.
- 1987: El Lute: camina o revienta.
- 1988: El sueño del mono loco.
- 1989: Fantasmas en herencia.
- 1989: Tahiti's girl.
- 1989: ¡Ay Carmela!.
- 1990: Las edades de Lulú.
- 1990: La noche más larga.
- 1990: Cómo ser mujer y no morir en el intento.
- 1991: Beltenebros.
- 1991: Una mujer bajo la lluvia.

### Com a foto fixa en producció internacional
- 1959: It started with a kiss.
- 1960: King of Kings.
- 1961: El Cid.
- 1962: 55 days at Peking.
- 1962: The valley of the fallen.
- 1963: The fall of the Roman Empire.
- 1963: Spanish simphony.
- 1963: Circus world.
- 1964: Doctor Zhivago.
- 1966: Beyond the mountains.
- 1966: El fantástico mundo del doctor Coppelius.
- 1968: Play dirty.
- 1968: Some girls do.
- 1968: A hundred rifles.
- 1969: Patton.
- 1969: Cannon for Córdoba.
- 1969: The great white hope.
- 1970: Heir.
- 1970: The hunting party.
- 1970: El Decameró.
- 1970: Captain Apache.
- 1971: A man in the wilderness.
- 1971: Catlow.
- 1971: The Widower.
- 1972: Travels with my aunt.
- 1972: The man called noon.
- 1972/1973: Shaft in Africa.
- 1973: Papillon.
- 1973: The three musketeers.
- 1973: The shout.
- 1974: The wind and the lyon.
- 1975: Robin and Marian.
- 1975: The voyage of St. Louis.
- 1976: March or die.
- 1977: Un papillon a l'épaule.
- 1978: Jaguar.
- 1978: Cuba.
- 1980: Le coeur a l'envers.
- 1982: Conan el Bàrbar.
- 1984: Flesh and blood.
- 1984: Rustler's rapsody.
- 1985: Bad medicine.
- 1985: Solarbabies.
- 1986: Casanova.
- 1987: Testimoni en zona de guerra (Deadline).
- 1988: The return of the three musketeers.

## Fons
El fons dels germans Gómez Grau es conserva a la Filmoteca de Catalunya. Està relacionat amb la seva tasca professional, la foto fixa. Aplegat en àlbums, quaderns i fotografies, es representen esdeveniments i constatacions de la seva feina tant en el món del cinema com en el de la fotografia convencional.